# Campeonato Mundial de Ciclismo de Montaña de 2014
El XXV Campeonato Mundial de Ciclismo de Montaña se realizó en las localidades de Hafjell y Lillehammer (Noruega) entre el 2 y el 7 de septiembre de 2014, bajo la organización de la Unión Ciclista Internacional (UCI) y la Unión Ciclista de Noruega. 
Se compitió en 4 disciplinas, las que otorgaron un total de 10 títulos de campeón mundial:
- Descenso (DH) – masculino y femenino
- Campo a través (XC) – masculino, femenino y relevo mixto
- Campo a través por eliminación (XCE) – masculino y femenino
- Trials (TRI) – masculino 20″, masculino 26″ y femenino 20″/26″

## Resultados

### Masculino
| Evento                                 | Oro                                  | Plata                               | Bronce                                   |
| -------------------------------------- | ------------------------------------ | ----------------------------------- | ---------------------------------------- |
| Descenso (07.09)                       | George Atherton Reino Unido 3:23,769 | Josh Bryceland Reino Unido 3:24,176 | Troy Brosnan Australia 3:24,335          |
| Campo a través (06.09)                 | Julien Absalon Francia 1:27:06       | Nino Schurter · Suiza · 1:28,57     | Marco Aurelio Fontana · Italia · 1:30,34 |
| Campo a través por eliminación (02.09) | Fabrice Mels · Bélgica ·             | Emil Lindgren · Suecia ·            | Kevin Miquel Francia                     |
| Trials 20″ (05.09)                     | Benito Ros Charral · España · 5 pts. | Abel Mustieles · España · 8 pts.    | Raphael Pils · Alemania · 24 pts.        |
| Trials 26″ (06.09)                     | Gilles Coustellier Francia 16        | Aurélien Fontenoy Francia 30        | Kenny Belaey · Bélgica · 32              |

### Femenino
| Evento                                 | Oro                                     | Plata                                 | Bronce                                |
| -------------------------------------- | --------------------------------------- | ------------------------------------- | ------------------------------------- |
| Descenso (07.09)                       | Manon Carpenter Reino Unido 3:49,407    | Rachel Atherton Reino Unido 3:49,495  | Tahnee Seagrave Reino Unido 3:52,870  |
| Campo a través (06.09)                 | Catharine Pendrel · Canadá · 1:31,30    | Irina Kalentieva · Rusia · 1:31,51    | Lea Davison Estados Unidos 1:32,13    |
| Campo a través por eliminación (02.09) | Kathrin Stirnemann · Suiza ·            | Linda Indergand · Suiza ·             | Ingrid Bøe Jacobsen · Noruega ·       |
| Trials 20″/26″ (05.09)                 | Tatiana Janíčková · Eslovaquia · 4 pts. | Nina Reichenbach · Alemania · 15 pts. | Gemma Abant Condal · España · 18 pts. |

### Mixto
| Evento                             | Oro                                                                           | Plata                                                                               | Bronce                                                                                    |
| ---------------------------------- | ----------------------------------------------------------------------------- | ----------------------------------------------------------------------------------- | ----------------------------------------------------------------------------------------- |
| Campo a través por relevos (03.09) | Jordan Sarrou Hugo Pigeon Pauline Ferrand-Prévot Maxime Marotte Francia 52:02 | Andri Frischknecht · Filippo Colombo · Jolanda Neff · Nino Schurter · Suiza · 52:47 | Kryštof Bogar · Jan Rajchart · Kateřina Nash · Jaroslav Kulhavý · República Checa · 52:57 |

## Medallero
| Núm. | País            | Oro | Plata | Bronce | Total |
| ---- | --------------- | --- | ----- | ------ | ----- |
| 1    | Francia         | 3   | 1     | 1      | 5     |
| 2    | Reino Unido     | 2   | 2     | 1      | 5     |
| 3    | Suiza           | 1   | 3     | 0      | 4     |
| 4    | España          | 1   | 1     | 1      | 3     |
| 5    | Bélgica         | 1   | 0     | 1      | 2     |
| 6    | Canadá          | 1   | 0     | 0      | 1     |
| 6    | Eslovaquia      | 1   | 0     | 0      | 1     |
| 8    | Alemania        | 0   | 1     | 1      | 2     |
| 9    | Rusia           | 0   | 1     | 0      | 1     |
| 9    | Suecia          | 0   | 1     | 0      | 1     |
| 11   | Australia       | 0   | 0     | 1      | 1     |
| 11   | Estados Unidos  | 0   | 0     | 1      | 1     |
| 11   | Italia          | 0   | 0     | 1      | 1     |
| 11   | Noruega         | 0   | 0     | 1      | 1     |
| 11   | República Checa | 0   | 0     | 1      | 1     |
|      | TOTAL           | 10  | 10    | 10     | 30    |